# Relaciones internacionales de Afganistán
Las relaciones internacionales de Afganistán se encuentran en una etapa de transición desde la caída de Kabul en manos de los talibanes en 2021 y el colapso de la República Islámica de Afganistán, reconocida internacionalmente. El 3 de julio de 2025, Rusia se convirtió en el primer país en reconocer al nuevo gobierno talibán, el Emirato Islámico de Afganistán. Algunos países han entablado contactos diplomáticos informales con el Emirato Islámico, pero las relaciones formales siguen limitándose a los representantes de la República Islámica.

## Historia
En el siglo XIX, Afganistán tuvo que hacer frente a la agresión de múltiples bandos, ya que pasó a formar parte del enfrentamiento de El Gran Juego entre Gran Bretaña y Rusia.

### Época contemporánea

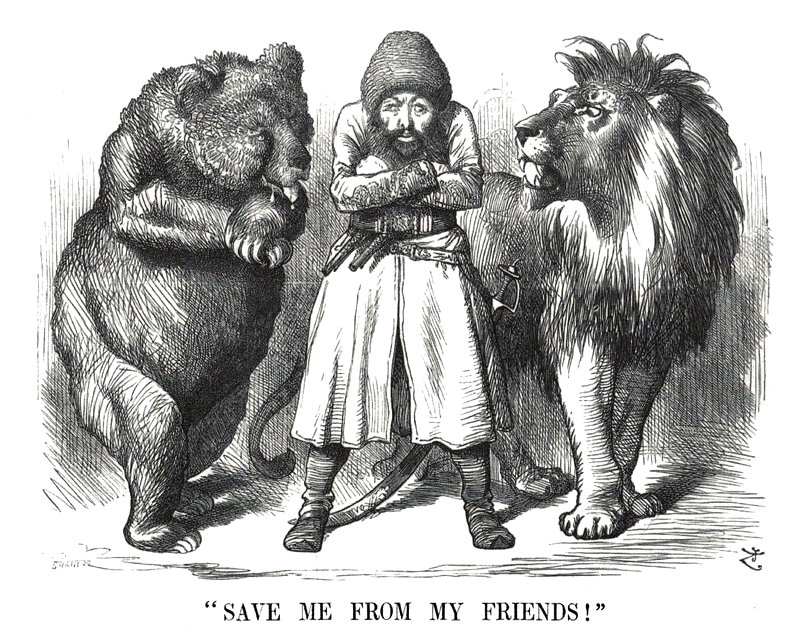
Representación de Gran Bretaña (el león) y Rusia (el oso) disputándose Afganistán (Sher Ali Khan).

Antes de la invasión soviética, Afganistán siguió una política de países neutros y no alineados en sus relaciones internacionales, siendo una de las pocas naciones independientes que se mantuvieron neutrales tanto en la Primera como en la Segunda Guerra Mundial. Afganistán seguía generalmente la pauta de votación de los países asiáticos y africanos no alineados. Durante las décadas de 1950 y 1960, Afganistán supo aprovechar la necesidad de ayuda económica de la Unión Soviética y de Estados Unidos durante la Guerra Fría para recibir ayuda económica de ambos países. Sin embargo, dado que Estados Unidos, a diferencia de la Unión Soviética, se negó a prestar una amplia ayuda militar al país, el gobierno de Daoud Khan desarrolló lazos más cálidos con la Unión Soviética al tiempo que permanecía oficialmente no alineado. Tras el golpe de abril de 1978, el gobierno de Nur Muhammad Taraki estrechó considerablemente sus lazos con la Unión Soviética y sus satélites comunistas.
Tras la invasión soviética de diciembre de 1979, la política exterior de Afganistán se alineó con la de la Unión Soviética. Los responsables de la política exterior afgana intentaron, con escaso éxito, mejorar la mala reputación de su régimen en el mundo no comunista. Con la firma de los Acuerdos de Ginebra, el presidente Najibullah intentó sin éxito acabar con el aislamiento de la República Democrática de Afganistán en el mundo islámico y en el Movimiento de Países No Alineados.
La mayoría de los países occidentales, entre ellos Estados Unidos, mantuvieron pequeñas misiones diplomáticas en Kabull (capital afgana), durante la ocupación soviética. Posteriormente, muchos países cerraron sus misiones debido a la inestabilidad y a los intensos combates en Kabul tras la retirada soviética en 1989.
Muchos países acogieron inicialmente con satisfacción la llegada del régimen talibán, al que veían como una alternativa estabilizadora y respetuosa con la ley a los señores de la guerra que habían gobernado el país desde la caída del gobierno de Najibullah en 1992. Sin embargo, los talibanes pronto se distanciaron de sí mismos al difundirse por todo el mundo el conocimiento de la dura ley Sharía que se aplicaba en los territorios controlados por ellos. La brutalidad hacia las mujeres que intentaban trabajar, aprender o salir de casa sin escolta masculina hizo que la ayuda exterior al país devastado por la guerra fuera limitada.

### República Islámica de Afganistán
Tras la invasión estadounidense de octubre de 2001 y el Acuerdo de Bonn, el nuevo gobierno dirigido por Hamid Karzai comenzó a restablecer relaciones diplomáticas con muchos países que habían mantenido estrechas relaciones diplomáticas antes del golpe de Estado comunista y la posterior guerra civil.
El gobierno afgano se centró en conseguir ayuda continua para reconstruir la economía, las infraestructuras y el ejército del país. Siguió manteniendo estrechos vínculos con Norteamérica, la Unión Europea, Corea del Sur, Japón, Australia, India, Pakistán, China, Rusia y el Gran Oriente Medio (más concretamente Turquía), así como con naciones africanas. También ha intentado establecer relaciones con más países sudamericanos o latinoamericanos.
Antes de la caída de Kabul en 2021, las relaciones internacionales de Afganistán dependían del Ministerio de Asuntos Exteriores, dirigido por Mohammad Hanif Atmar. Respondía ante el Presidente de Afganistán y seguía sus directrices.

### Emirato Islámico de Afganistán

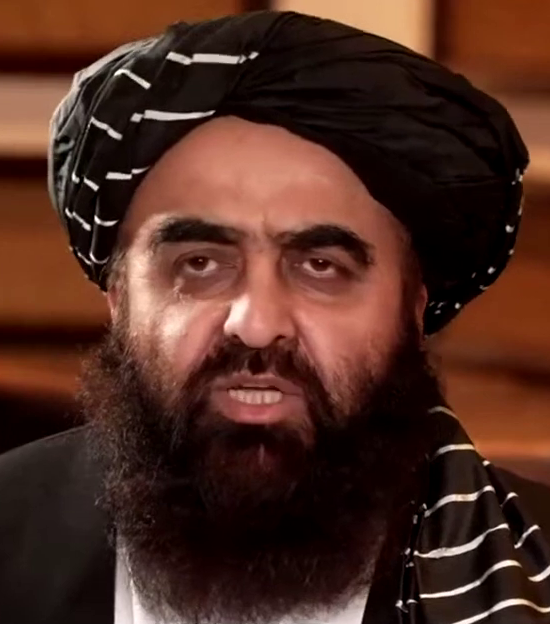
Ministro de Asuntos Exteriores en funciones, Amir Khan Muttaqi.

Los talibanes fueron tomando el control del país gradualmente hasta hacerse con él por completo en verano de 2021 y proclamaron el Emirato Islámico de Afganistán el 15 de agosto de 2021. La toma del poder culminó con la caída de Kabul. Los talibanes han mantenido algunos contactos limitados con gobiernos extranjeros y deberán desarrollar más relaciones con la comunidad internacional a medida que avance su nuevo gobierno de facto.
El 20 de septiembre de 2021, el nuevo Gobierno designó a Mohammad Suhail Shaheen como sustituto de Ghulam M Isaczai como Representante Permanente de Afganistán ante las Naciones Unidas, que sigue representando al país en la ONU. El comité de credenciales de la Asamblea General de las Naciones Unidas, compuesto por nueve miembros, decidirá al respecto, pero aún no se ha fijado una fecha.
Desde que los talibanes se hicieron con el gobierno afgano, países como China, Rusia y Estados Unidos se han puesto en contacto con representantes de los talibanes, pero han expresado dudas sobre su compromiso en la lucha antiterrorista. Los enfrentamientos fronterizos entre las fuerzas talibanes con Pakistán, Irán y Turkmenistán y el cierre de fronteras y las hostilidades hacia Tayikistán, también han provocado fricciones con los vecinos de Afganistán.
En septiembre de 2023, China se convirtió en el primer país en nombrar formalmente a un nuevo embajador en el país desde la toma del poder, aunque China sigue sin reconocer formalmente a los talibanes.

## Relaciones diplomáticas
Lista de países con los que Afganistán mantiene relaciones diplomáticas:
| #   | País                            | Fecha                    |
| --- | ------------------------------- | ------------------------ |
| 1   | Rusia                           | 27 de mayo de 1919       |
| 2   | Irán                            | 2 de mayo de 1920        |
| 3   | Italia                          | 3 de junio de 1921       |
| 4   | Reino Unido                     | 22 de noviembre de 1921  |
| 5   | Francia                         | 28 de abril de 1922      |
| 6   | Bélgica                         | 26 de febrero de 1923    |
| 7   | Turquía                         | 24 de febrero de 1926    |
| 8   | Polonia                         | 3 de noviembre de 1927   |
| 9   | Egipto                          | 10 de marzo de 1928      |
| 10  | Suiza                           | 20 de abril de 1928      |
| 11  | Finlandia                       | 15 de diciembre de 1930  |
| 12  | Japón                           | 26 de julio de 1931      |
| 13  | Arabia Saudí                    | 5 de mayo de 1932        |
| 14  | Irak                            | 20 de diciembre de 1932  |
| 15  | Estados Unidos                  | 4 de mayo de 1935        |
| 16  | Suecia                          | 22 de noviembre de 1940  |
| 17  | India                           | 10 de diciembre de 1947  |
| 18  | Jordania                        | 5 de febrero de 1948     |
| 19  | Pakistán                        | 29 de febrero de 1948    |
| 20  | Líbano                          | agosto de 1948           |
| 21  | República Checa                 | 6 de agosto de 1949      |
| 22  | Indonesia                       | 20 de mayo de 1950       |
| 23  | Siria                           | 18 de noviembre de 1951  |
| 24  | Austria                         | 1952                     |
| 25  | Brasil                          | 1952                     |
| 26  | Tailandia                       | 23 de abril de 1953      |
| 27  | Alemania                        | 22 de diciembre de 1954  |
| 28  | Serbia                          | 30 de diciembre de 1954  |
| 29  | China                           | 20 de enero de 1955      |
| 30  | Hungría                         | 18 de mayo de 1956       |
| 31  | Países Bajos                    | 2 de agosto de 1956      |
| 32  | Birmania                        | 8 de noviembre de 1956   |
| 33  | Sudán                           | 18 de mayo de 1957       |
| 34  | Rumanía                         | 5 de junio de 1958       |
| 35  | España                          | 28 de octubre de 1958    |
| 36  | Sri Lanka                       | 1 de noviembre de 1958   |
| 37  | Argentina                       | 24 de octubre de 1959    |
| 38  | Bulgaria                        | 12 de junio de 1961      |
| 39  | México                          | 1 de julio de 1961       |
| 40  | Nepal                           | 27 de junio de 1961      |
| 41  | Ghana                           | 2 de agosto de 1961      |
| 42  | Mongolia                        | 1 de febrero de 1962     |
| 43  | Chile                           | 11 de septiembre de 1962 |
| 44  | Noruega                         | 3 de enero de 1964       |
| 45  | Kuwait                          | 4 de marzo de 1964       |
| 46  | Dinamarca                       | 26 de enero de 1966      |
| 47  | Filipinas                       | 17 de septiembre de 1968 |
| 48  | Marruecos                       | 5 de marzo de 1969       |
| 49  | Australia                       | 30 de marzo de 1969      |
| 50  | Canadá                          | 17 de julio de 1969      |
| 51  | Argelia                         | Diciembre de 1969        |
| 52  | Malasia                         | 24 de enero de 1970      |
| 53  | Yemen                           | 11 de marzo de 1971      |
| 54  | Libia                           | 1 de agosto de 1971      |
| 55  | Baréin                          | 1 de junio de 1972       |
| 56  | Catar                           | 16 de enero de 1973      |
| 57  | Bangladés                       | 18 de febrero de 1973    |
| 58  | Senegal                         | 20 de febrero de 1973    |
| 59  | Emiratos Árabes Unidos          | 6 de abril de 1973       |
| 60  | Corea del Norte                 | 26 de diciembre de 1973  |
| 61  | Corea del Sur                   | 31 de diciembre de 1973  |
| 62  | Vietnam                         | 16 de septiembre de 1974 |
| 63  | Cuba                            | 23 de septiembre de 1975 |
| 64  | Portugal                        | 14 de abril de 1976      |
| 65  | Mauritania                      | julio de 1976            |
| 66  | Etiopía                         | 6 de septiembre de 1981  |
| 67  | Granada                         | 11 de marzo de 1983      |
| 68  | Laos                            | 11 de marzo de 1983      |
| 69  | Nicaragua                       | 12 de marzo de 1983      |
| 70  | Benín                           | 5 de diciembre de 1984   |
| 71  | Mozambique                      | 7 de enero de 1985       |
| 72  | Zimbabue                        | 31 de marzo de 1987      |
| 73  | Chipre                          | 1987                     |
| 74  | Togo                            | 1987                     |
| 75  | Zambia                          | diciembre de 1988        |
| 76  | Colombia                        | 3 de agosto de 1990      |
| 77  | Ecuador                         | 23 de agosto de 1990     |
| 78  | Namibia                         | 3 de octubre de 1990     |
| 79  | Uruguay                         | 4 de octubre de 1990     |
| 80  | Venezuela                       | 10 de diciembre de 1990  |
| 81  | Kazajistán                      | 12 de febrero de 1992    |
| 82  | Turkmenistán                    | 21 de febrero de 1992    |
| 83  | Tayikistán                      | 15 de julio de 1992      |
| 84  | Uzbekistán                      | 13 de octubre de 1992    |
| 85  | Georgia                         | 12 de julio de 1994      |
| 86  | Sudáfrica                       | 19 de septiembre de 1994 |
| 87  | Azerbaiyán                      | 16 de noviembre de 1994  |
| 88  | Moldavia                        | 1 de diciembre de 1994   |
| 89  | Ucrania                         | 17 de abril de 1995      |
| 90  | Croacia                         | 3 de enero de 1996       |
| 91  | Macedonia del Norte             | 17 de julio de 1996      |
| 92  | Armenia                         | 5 de septiembre de 1996  |
| 93  | Bielorrusia                     | 15 de junio de 1999      |
| 94  | Kirguistán                      | 12 de noviembre de 1999  |
| —   | Soberana Orden Militar de Malta | 1999                     |
| 95  | Panamá                          | 3 de mayo de 2002        |
| 96  | Irlanda                         | 19 de septiembre de 2002 |
| 97  | Nueva Zelanda                   | 7 de mayo de 2003        |
| 98  | Islandia                        | 17 de marzo de 2004      |
| 99  | Eslovenia                       | 20 de septiembre de 2004 |
| 100 | Grecia                          | 2004                     |
| 101 | Luxemburgo                      | 13 de enero de 2005      |
| 102 | Lituania                        | 11 de marzo de 2005      |
| 103 | Omán                            | 25 de marzo de 2005      |
| 104 | Estonia                         | 1 de julio de 2005       |
| 105 | Bosnia y Herzegovina            | 20 de septiembre de 2005 |
| 106 | Letonia                         | 18 de diciembre de 2005  |
| 107 | Maldivas                        | 17 de marzo de 2006      |
| 108 | Andorra                         | 29 de marzo de 2006      |
| 109 | Singapur                        | 22 de junio de 2006      |
| 110 | Albania                         | 16 de agosto de 2006     |
| 111 | Brunéi                          | 14 de febrero de 2007    |
| 112 | Malta                           | 18 de febrero de 2008    |
| 113 | Bután                           | 20 de abril de 2010      |
| 114 | Fiyi                            | 4 de junio de 2010       |
| 115 | Montenegro                      | 21 de septiembre de 2010 |
| 116 | Mónaco                          | 13 de octubre de 2010    |
| 117 | República Dominicana            | 3 de diciembre de 2011   |
| 118 | Eslovaquia                      | 17 de enero de 2012      |
| 119 | Perú                            | 27 de septiembre de 2012 |
| 120 | Nigeria                         | 16 de abril de 2013      |
| —   | Kosovo                          | 17 de junio de 2013      |
| 121 | Seychelles                      | 24 de febrero de 2017    |
| 122 | Liechtenstein                   | 26 de octubre de 2018    |
| 123 | Dominica                        | 27 de abril de 2021      |
| 124 | Camboya                         | Desconocido              |
| —   | Estado de Palestina             | Desconocido              |
| 125 | Túnez                           | Desconocido              |

## Relaciones bilaterales hasta 2021

### Afro-Asia
| País                   | Inicio de las relaciones formales | Notas |
| ---------------------- | --------------------------------- | --- |
| Armenia                | 5 de septiembre de 1996           | Ambos países establecieron relaciones diplomáticas el 5 de septiembre de 1996. - Afganistán está acreditado ante Armenia desde su embajada en Moscú (Rusia). - Armenia está acreditada ante Afganistán desde su embajada en Asjabad (Turkmenistán). |
| Azerbaiyán             | 16 de noviembre de 1994           | Ambos países establecieron relaciones diplomáticas el 16 de noviembre de 1994. - Afganistán tiene una embajada en Bakú. - Azerbaiyán construirá su embajada en Kabul en un futuro próximo. |
| Baréin                 | 1 de junio de 1972                | Ambos países establecieron relaciones diplomáticas el 1 de junio de 1972. |
| Bangladés              |                                   | - Afganistán tiene una embajada en Daca. |
| Benín                  | 5 de diciembre de 1984            | Ambos países establecieron relaciones diplomáticas el 5 de diciembre de 1984. |
| Bután                  | 20 de abril de 2010               | Ambos países establecieron relaciones diplomáticas el 20 de abril de 2010. |
| Brunéi Darusalam       | 14 de febrero de 2007             | Ambos países establecieron relaciones diplomáticas el 14 de febrero de 2007. |
| China                  | 20 de enero de 1955               | Ambos países establecieron relaciones diplomáticas el 20 de enero de 1955. - Afganistán tiene una embajada en Pekín. - China tiene una embajada en Kabul. |
| Egipto                 | 10 de mayo de 1928                | Ambos países establecieron relaciones diplomáticas el 10 de mayo de 1928. - Afganistán tiene una embajada en El Cairo. - Egipto tiene una embajada en Kabul. |
| Georgia                | 12 de julio de 1994               | Ambos países establecieron relaciones diplomáticas el 12 de julio de 1994. |
| India                  | 10 de diciembre de 1947           | Ambos países establecieron relaciones diplomáticas el 10 de diciembre de 1947. Tradicionalmente, India había mantenido relaciones amistosas con Afganistán. A pesar de ello, India apoyó la invasión y ocupación soviética de Afganistán. Las relaciones se deterioraron cuando los talibanes llegaron al poder en 1996. India apoyó extraoficialmente a los grupos minoritarios de la Alianza del Norte contra los talibanes, que contaban con el respaldo de Pakistán. Durante el secuestro del vuelo 814 de Indian Airlines en 1999, los talibanes solicitaron el reconocimiento de India a cambio de ayuda en las negociaciones. El gobierno indio no atendió la petición. Tras la caída de los talibanes a finales de 2001, India estrechó lazos con la República Islámica de Afganistán y estableció consulados en la mayoría de las principales ciudades afganas. India ha participado en múltiples esfuerzos de reconstrucción socioeconómica, como proyectos de energía, carreteras, agricultura y educación. Algunos de estos proyectos incluyen la construcción de docenas de presas y embalses, así como de varios hospitales o clínicas, escuelas e instituciones gubernamentales. La larga carretera que va desde Bandar-Abbás, en el sur de Irán, hasta la autopista 1, en el sur de Afganistán, fue construida por la empresa estatal Organización de Carreteras Fronterizas. La declaración de objetivos afirma que la Organización de Carreteras Fronterizas es la "organización de construcción más prestigiosa, polifacética, transnacional y moderna de India, comprometida con la satisfacción de las necesidades estratégicas de las fuerzas armadas". El asesinato de un empleado de la Organización de Carreteras Fronterizas a manos de los neotalibanes en 2005 llevó a las autoridades indias a enviar en 2006 unos doscientos comandos de la Policía Fronteriza Indotibetana para garantizar la seguridad de los indios que trabajaban en diversos proyectos de construcción en Afganistán. Los contactos políticos entre India y Afganistán habían aumentado en 2011, especialmente tras la muerte de Osama bin Laden en Pakistán. Durante la visita del primer ministro indio Manmohan Singh a Kabul en mayo de 2011, se anunció que la ayuda total de India a Afganistán alcanzaba los 2 000 millones de dólares tras añadirse un paquete de 500 millones de dólares. También existían lazos militares entre Afganistán e India, que se espera que aumenten tras el pacto estratégico de octubre de 2011 que firmaron el presidente Karzai y Manmohan Singh. India es el mayor proveedor regional de ayuda humanitaria y para la reconstrucción de Afganistán. - Afganistán tiene una embajada en Nueva Delhi y un consulado general en Bombay. - India tenía una embajada en Kabul y consulados generales en Herat, Yalalabad, Kandahar y Mazar-e-Sharif. |
| Indonesia              | 20 de mayo de 1950                | Ambos países establecieron relaciones diplomáticas el 20 de mayo de 1950, cuando el ministro de Indonesia en Afganistán, General de División R. H. Abdul Kadir, presentó sus credenciales. - Afganistán tiene una embajada en Yakarta. - Indonesia tiene una embajada en Kabul. |
| Irán                   | 2 de mayo de 1920                 | Ambos países establecieron relaciones diplomáticas el 2 de mayo de 1920, cuando fue acreditado el primer Enviado Extraordinario y ministro plenipotenciario de Afganistán ante Persia, Sardar Abdol Aziz Khan. Las relaciones de Afganistán con Irán han fluctuado en las últimas décadas, con disputas periódicas por los derechos sobre el agua del río Helmand como uno de los principales temas de discordia. Tras la invasión soviética de Afganistán y la Revolución iraní, las relaciones se deterioraron. Irán apoyó la causa de la resistencia afgana y proporcionó ayuda limitada a los líderes rebeldes de etnia hazara que prometieron lealtad a la Revolución iraní. Tras la aparición de los talibanes, Irán intensificó la ayuda a los grupos étnicos minoritarios de la Alianza del Norte. Irán no mantuvo ningún tipo de relación con los talibanes. En 1998, cuando los talibanes capturaron la ciudad de Mazar-e-Sharif, en el norte de Afganistán, ejecutaron a varios diplomáticos iraníes acusados de espionaje. Desde 2002, el nuevo gobierno afgano mantiene relaciones cordiales tanto con Irán como con Estados Unidos, incluso cuando las relaciones entre ambos países se han tensado debido a las objeciones estadounidenses al programa nuclear iraní. Mientras Irán ayuda al desarrollo de las comunidades chiíes afganas, los responsables de la Organización del Tratado del Atlántico Norte acusan a Irán de armar y entrenar en secreto a los insurgentes talibanes. Se acusa a Irán de jugar un doble juego en Afganistán, ya que por un lado ayuda a los chiíes afganos y por otro desestabiliza a los suníes afganos. En 2010, varios altos cargos iraníes se pronunciaron abiertamente a favor de un Afganistán fallido. Los lazos entre Afganistán e Irán se tensaron en los últimos años debido al endurecimiento de la política de inmigración iraní, que aceleró la repatriación de muchos solicitantes de asilo afganos. Aunque Irán ha acogido a un gran número de refugiados afganos desde principios de la década de 1980, intenta repatriar a los que quedan de vuelta a Afganistán lo antes posible. Varios afganos fueron ejecutados en la horca en las calles de Irán, lo que provocó airadas manifestaciones en Afganistán. Se ha informado de que la Guardia Revolucionaria iraní entrena a afganos dentro de Irán para que lleven a cabo atentados terroristas en Afganistán. Actualmente, los Guardias Revolucionarios reclutan a jóvenes para actividades terroristas en Afganistán e intentan resucitar el Partido Islámico de Afganistán dirigido por Gulbudin Hekmatiar y los grupos talibanes. — Syed Kamal, agente confeso de la Guardia Revolucionaria iraní y miembro de Sipah-i-Mohmmad - Afganistán tiene una embajada en Teherán y consulados generales en Mashad y Zahedán. - Irán tiene una embajada en Kabul y consulados generales en Herat, Kandahar y Mazar-i-Sharif. |
| Irak                   | 20 de diciembre de 1932           | Ambos países establecieron relaciones diplomáticas el 20 de diciembre de 1932. - Afganistán tiene una embajada en Bagdad. - Irak tiene una embajada en Kabul. |
| Israel                 |                                   | No existen relaciones formales entre Afganistán e Israel, ya que Afganistán no reconoce a Israel. Sin embargo, los líderes de ambos países se han reunido en numerosas ocasiones. |
| Japón                  | 26 de julio de 1931               | Ambos países establecieron relaciones diplomáticas el 26 de julio de 1931. - Afganistán tiene una embajada en Tokio. - Japón tiene una embajada en Kabul. |
| Jordania               | 5 de febrero de 1948              | Ambos países establecieron relaciones diplomáticas el 5 de febrero de 1948, cuando Mohammed Pasha El Shureiki, ministro de Jordania en Afganistán, presentó sus credenciales. |
| Kazajistán             | 12 de febrero de 1992             | Ambos países establecieron relaciones diplomáticas el 12 de febrero de 1992. - Afganistán tiene una embajada en Astaná y un consulado general en Almaty. - Kazajistán tiene una embajada en Kabul. |
| Kuwait                 | 4 de marzo de 1964                | Ambos países establecieron relaciones diplomáticas el 4 de marzo de 1964. |
| Kirguizistán           | 12 de noviembre de 1999           | Ambos países establecieron relaciones diplomáticas el 12 de noviembre de 1999. - Afganistán tiene una embajada en Biskek. - Kirguistán tiene una embajada en Kabul. |
| Laos                   | 11 de marzo de 1983               | Ambos países establecieron relaciones diplomáticas el 11 de marzo de 1983. |
| Líbano                 | agosto 1948                       | Ambos países establecieron relaciones diplomáticas en agosto de 1948, cuando el Sr. Ghulam Yahya Tarzi fue acreditado como ministro de Afganistán en Líbano (con residencia en Bagdad). |
| Libia                  | 1 de agosto de 1971               | Ambos países establecieron relaciones diplomáticas el 1 de agosto de 1971. |
| Malasia                | 24 de enero de 1970               | Ambos países establecieron relaciones diplomáticas el 24 de enero de 1970. - Afganistán tiene una embajada con residencia en Kuala Lumpur. - Malasia está representada en Afganistán por su embajada (alto comisionado) en Nueva Delhi. |
| Maldivas               | 17 de marzo de 2006               | Ambos países establecieron relaciones diplomáticas el 17 de marzo de 2006. |
| Mongolia               | 1 de febrero de 1962              | Ambos países establecieron relaciones diplomáticas el 1 de febrero de 1962. |
| Marruecos              | 10 de marzo de 1973               | Ambos países establecieron relaciones diplomáticas el 10 de marzo de 1973. |
| Mozambique             | 7 de enero de 1985                | Ambos países establecieron relaciones diplomáticas el 7 de enero de 1985. |
| Birmania               | 8 de noviembre de 1956            | Ambos países establecieron relaciones diplomáticas el 8 de noviembre de 1956. |
| Namibia                | 3 de octubre de 1990              | Ambos países establecieron relaciones diplomáticas el 3 de octubre de 1990. |
| Nepal                  | 1 de julio de 1961                | Ambos países establecieron relaciones diplomáticas el 1 de julio de 1961. |
| Corea del Norte        | 26 de diciembre de 1973           | Ambos países establecieron relaciones diplomáticas el 26 de diciembre de 1973. |
| Omán                   | 25 de marzo de 2005               | Ambos países establecieron relaciones diplomáticas el 25 de marzo de 2005. |
| Pakistán               | 29 de febrero de 1948             | Ambos países establecieron relaciones diplomáticas el 29 de febrero de 1948. Afganistán inició relaciones diplomáticas con Pakistán en 1947, cuando Pakistán se convirtió en Estado independiente tras la partición de la India. Jaiber Pastunjuá, áreas tribales bajo administración federal y Baluchistán han complicado durante mucho tiempo las relaciones entre Afganistán y Pakistán. Las controversias en torno a estas zonas se remontan al establecimiento de la frontera de la Línea Durand en 1893, que dividió a las tribus pastún y baluchíes. Aunque en la mayoría de los mapas aparece como la frontera occidental internacional de Pakistán, Afganistán no la reconoce. Desde septiembre de 1961 hasta junio de 1963, Pakistán suspendió las relaciones diplomáticas, el comercio, el tránsito y los servicios consulares. La revolución marxista de abril de 1978 tensó aún más las relaciones entre ambos Estados. Pakistán asumió el liderazgo diplomático en las Naciones Unidas, el Movimiento de Países No Alineados y la Organización de la Conferencia Islámica para oponerse a la invasión soviética. Temía que después de Afganistán los soviéticos entraran en territorio pakistaní, especialmente en la región de Baluchistán, rica en petróleo y ubicada junto al Golfo Pérsico. Estados Unidos temía más que el alcance soviético al Golfo Pérsico amenazara o suspendiera el suministro de petróleo árabe, por lo que inició la Operación Ciclón para proporcionar miles de millones de dólares a Pakistán para el entrenamiento de muyahidín contra la República Democrática de Afganistán, apoyada por los soviéticos. Estados Unidos y Arabia Saudí proporcionaron hasta 40 000 millones de dólares a Pakistán. Con el apoyo y la financiación del Alto Comisionado de las Naciones Unidas para los Refugiados, se permitió que unos tres millones de refugiados afganos permanecieran en Pakistán, la mayoría de ellos en Jaiber Pastunjuá. Pakistán estrechó sus lazos con el gobierno talibán en 1996, ya que creía que le ofrecería profundidad estratégica en cualquier conflicto futuro con India y lo reconoció oficialmente en 1997. Tras la Operación Libertad Duradera, cuando el gobierno talibán fue derrocado a finales de 2001, Pakistán reconoció a la nueva administración de Karzai y ofreció unos 250 millones de dólares en ayuda para la reconstrucción del país devastado por la guerra. Esto incluye la reconstrucción y ampliación de las principales carreteras que unen Afganistán con Pakistán, la construcción del Hospital Jinnah de Kabul y del edificio de la Facultad de Letras Allama Iqbal de la Universidad de Kabul. Gran parte de Afganistán ha dependido durante mucho tiempo de los vínculos pakistaníes para el comercio y los viajes con el mundo exterior y Pakistán considera Afganistán como su principal ruta para el comercio con Asia Central. A finales de 2010, ambos Estados firmaron finalmente la tan esperada Ley de Comercio de Tránsito entre Afganistán y Pakistán. Entró en vigor en junio de 2011, con lo que se pretende mejorar los lazos económicos. A partir de 2011, los lazos políticos afgano-pakistaníes siguen yendo de mal en peor. Esto se debe principalmente a los recientes conflictos fronterizas entre Afganistán y Pakistán, a la escalada de la insurgencia talibán, que supuestamente cuenta con el apoyo y la guía de la red de espionaje paquistaní Dirección de Inteligencia Inter-Services y a la creciente influencia de su rival India en Afganistán. Los talibanes nombraron a Mohammad Shokaib primer secretario o encargado de negocios de la embajada de Afganistán en Pakistán. Dado que Pakistán no reconoce formalmente al Gobierno talibán, Shokaib no ostentará el título formal de embajador. - Afganistán tiene una embajada en Islamabad y consulados generales en Karachi, Peshawar y Quetta. - Pakistán tiene una embajada en Kabul y consulados generales en Herat, Yalalabad, Kandahar y Mazar-i-Sharif. |
| Filipinas              | 17 de septiembre de 1968          | Ambos países establecieron relaciones diplomáticas el 17 de septiembre de 1968. - Afganistán está acreditado ante Filipinas desde su embajada en Tokio (Japón). - Filipinas está acreditada ante Afganistán desde su embajada en Islamabad (Pakistán). |
| Catar                  | 16 de enero de 1973               | Ambos países establecieron relaciones diplomáticas el 16 de enero de 1973. |
| Arabia Saudí           | 5 de mayo de 1932                 | Ambos países establecieron relaciones diplomáticas el 5 de mayo de 1932. Arabia Saudí ha ejercido una gran influencia en Afganistán y fue uno de los principales proveedores de fondos para los combatientes muyahidín que lucharon contra los soviéticos. Arabia Saudí fue también el segundo de los tres países en reconocer al gobierno talibán, extendiendo su reconocimiento oficial el 26 de mayo de 1997, un día después de Pakistán y poco antes que Emiratos Árabes Unidos. Tras la destitución de los talibanes, Arabia Saudí es uno de los principales ayudantes en la reconstrucción afgana. Por ejemplo, el principal proyecto de carreteras está financiado principalmente por Estados Unidos y Arabia Saudí. La mezquita más grande de Afganistán también fue financiada por Arabia Saudí. - Afganistán tiene una embajada en Riad y un consulado general en Yeda. - Arabia Saudí tiene una embajada en Kabul. |
| Seychelles             | 24 de febrero de 2017             | Ambos países establecieron relaciones diplomáticas el 24 de febrero de 2017. |
| Singapur               | 22 de junio de 2006               | Ambos países establecieron relaciones diplomáticas el 22 de junio de 2006. - Afganistán está acreditado ante Singapur desde su embajada en Tokio, Japón. - Singapur no tiene acreditación ante Afganistán. |
| Sudáfrica              | 19 de septiembre de 1994          | Ambos países establecieron relaciones diplomáticas el 19 de septiembre de 1994. - Afganistán no tiene acreditación ante Sudáfrica. - Sudáfrica está acreditada ante Afganistán desde su embajada en Islamabad, Pakistán. |
| Corea del Sur          | 31 de diciembre de 1973           | Ambos países establecieron relaciones diplomáticas el 31 de diciembre de 1973. Intercambios de alto nivel con Afganistán a Corea del Sur en marzo de 2010 (Farahi, viceministro de Asuntos Exteriores), en noviembre de 2012 (Ludin, viceministro de Asuntos Exteriores), en febrero de 2013 (Khalili, segundo vicepresidente), en julio de 2013 (Najafi, ministro de Transportes), en agosto de 2013 (Raheen, ministro de Cultura) y en octubre de 2013 (Sangin, ministro de Telecomunicaciones). - Afganistán tiene una embajada en Seúl. - Corea del Sur tiene una embajada en Kabul. |
| Sri Lanka              | 1 de noviembre de 1958            | Ambos países establecieron relaciones diplomáticas el 1 de noviembre de 1958. |
| Sudán                  | 18 de mayo de 1957                | Ambos países establecieron relaciones diplomáticas el 18 de mayo de 1957. |
| Siria                  | 18 de noviembre de 1951           | Ambos países establecieron relaciones diplomáticas el 18 de noviembre de 1951 cuando fue acreditado como Encargado de Negocios interino de Afganistán en Siria (con residencia en Bagdad) el Sr. Mir Amanullah Rahimi. |
| Tayikistán             | 15 de julio de 1992               | Ambos países establecieron relaciones diplomáticas el 15 de julio de 1992. - Afganistán tiene una embajada en Dushanbe y un consulado general en Kharogh. - Tayikistán tiene una embajada en Kabul. |
| Tailandia              | 23 de abril de 1953               | Ambos países establecieron relaciones diplomáticas el 23 de abril de 1953. |
| Turquía                | 1 de marzo de 1921                | Ambos países establecieron relaciones diplomáticas el 1 de marzo de 1921. - Afganistán tiene una embajada en Ankara y un consulado general en Estambul. - Turquía tiene una embajada en Kabul y consulados generales en Kandahar y Mazar-e Sharif. - Ambos países son miembros del Diálogo de Cooperación Asiática, la Organización de Cooperación Económica, la Organización para la Cooperación Islámica y la Organización Mundial del Comercio. - El volumen comercial entre ambos países fue de 180 millones de dólares en 2019 (exportaciones afganas: 156 millones de dólares; importaciones afganas: 24 millones de dólares). - El Instituto Yunus Emre tiene una sede local en Kabul. Afganistán fue el segundo país en reconocer a la República de Turquía el 1 de marzo de 1923, después de la Unión Soviética y estableció contactos diplomáticos mientras aún se libraba la guerra de Independencia turca. Las conversaciones celebradas en Moscú el 1 de marzo de 1921 dieron lugar al Acuerdo de Alianza Turquía-Afganistán, que supuso un periodo de intensa cooperación. En 1937, poco antes del estallido de la Segunda Guerra Mundial, Afganistán, Irán, Irak y Turquía firmaron el Tratado de Saadabad. Desde la década de 1920, Turquía disfrutaba de su prestigio en Afganistán. Ambos países establecieron programas de intercambio educativo y cultural. Dentro de Afganistán se crearon escuelas turcas. Además, oficiales del ejército turco ayudaron o incluso dirigieron la formación de militares afganos. Las relaciones internacionales de Afganistán han cambiado mucho en los ámbitos político, social y económico. En la actualidad, las relaciones entre ambos países van más allá de la educación militar. En este sentido, cabe destacar que este artículo trata la evolución de las relaciones entre Afganistán y Turquía en un contexto histórico. Las relaciones entre afganos y turcos se remontan a varios siglos, ya que muchos pueblos turcos y afganos gobernaron vastas zonas de Asia Central y Oriente Próximo, en particular los imperios gaznávida, khilji, timúrida, lodhi, mogol, afshárida y durraní. A lo largo de su dilatada historia, muchos funcionarios otomanos mantuvieron estrechos contactos con dirigentes afganos, incluso hasta principios del siglo XX, cuando el administrador otomano Ahmad Jamal Pasha viajó a Afganistán, para modernizar las Fuerzas Armadas afganas. Turquía ha participado en la Fuerza Internacional de Asistencia para la Seguridad (ISAF) desde su creación con el despliegue de 290 efectivos de personal de apoyo no combatiente en 2001 y ha asumido el mando de ISAF II (junio de 2002 - febrero de 2003) e ISAF VII (febrero - agosto de 2005). Según el diputado parlamentario turco Burhan Kayatürk, Turquía, que cuenta con la buena voluntad del pueblo afgano, "puede ayudar a ganarse los corazones y las mentes de los afganos", a quienes "les gustan los soldados turcos" y "alejarlos de la militancia reforzando las infraestructuras en educación, sanidad e industria". Las tropas turcas no han participado como fuerzas de combate, sino que han proporcionado apoyo logístico y han adiestrado al personal afgano. Se ha adiestrado a más de 12 000 soldados y policías afganos. Posteriormente, las empresas constructoras turcas también se han vuelto activas en el país. Turquía es responsable del mantenimiento de la seguridad en los alrededores de Kabul, proporciona formación al Ejército Nacional afgano y a la Policía Nacional afgana y ha emprendido varios proyectos de reconstrucción en los campos de la educación, la sanidad y la agricultura en la provincia de Vardak. El apoyo de Turquía al Acuerdo de Bonn y a la Comisión Constitucional afgana propició una visita oficial a Turquía del presidente afgano Hamid Karzai el 4 de abril de 2002 y a una visita recíproca a Afganistán del primer ministro turco Recep Tayyip Erdoğan poco después. - Afganistán tiene una embajada en Ankara y un consulado general en Estambul. - Turquía tiene una embajada en Kabul y un consulado general en Mazar-i-Sharif. |
| Turkmenistán           | 21 de febrero de 1992             | Ambos países establecieron relaciones diplomáticas el 21 de febrero de 1992. - Afganistán tiene una embajada en Asjabad y un consulado general en Mary. - Turkmenistán tiene una embajada en Kabul y consulados en Herat y Mazar-i-Sharif. |
| Emiratos Árabes Unidos | 6 de abril de 1973                | - Afganistán tiene una embajada en Abu Dhabi y un consulado general en Dubái. - Emiratos Árabes Unidos tiene una embajada en Kabul. |
| Uzbekistán             | 13 de octubre de 1992             | Ambos países establecieron relaciones diplomáticas el 13 de octubre de 1992. Tras la independencia de Uzbekistán en 1991, los conflictos que se avecinaban en Afganistán y Tayikistán provocaron problemas de seguridad e inquietud en la región. Uzbekistán mantuvo esta política durante mucho tiempo, pero en 2016 comenzó a impulsar las relaciones con Afganistán en términos de intercambios comerciales, socioculturales y educativos. - Afganistán tiene una embajada en Taskent y un consulado general en Bujará y Termez. - Uzbekistán tiene una embajada en Kabul y un consulado en Mazar-i-Sharif. |
| Vietnam                | 16 de septiembre de 1974          | Afganistán tiene acreditada ante Vietnam una embajada en Pekín (China). Vietnam está acreditado ante Afganistán desde su embajada en Islamabad (Pakistán). |
| Yemen                  | 11 de marzo de 1971               | Ambos países establecieron relaciones diplomáticas el 11 de marzo de 1971. - Afganistán está acreditado ante Yemen desde su embajada en Riad (Arabia Saudita). - Yemen no tiene acreditación ante Afganistán. |
| Zimbabue               | 31 de marzo de 1987               | - Ambos países establecieron relaciones diplomáticas el 31 de marzo de 1987. - Actualmente, Afganistán no tiene acreditación ante Zimbabue. - Zimbabue está acreditado ante Afganistán desde su embajada en Teherán (Irán). |
| Zambia                 | diciembre de 1988                 | - Zambia está acreditada en Afganistán desde su embajada en Pekín (China). |

### América
| País                 | Inicio de las relaciones formales | Notas |
| -------------------- | --------------------------------- | --- |
| Argentina            | 24 deoctubre de 1959              | Ambos países establecieron relaciones diplomáticas el 24 de octubre de 1959. - Afganistán está acreditado ante Argentina desde su embajada en Washington D. C. (Estados Unidos). - Argentina está acreditada ante Afganistán desde su embajada en Islamabad (Pakistán). |
| Brasil               | 1952                              | Ambos países establecieron relaciones diplomáticas en 1952. - Afganistán está acreditado ante Brasil desde su embajada en Washington D. C. (Estados Unidos). - Brasil está acreditado ante Afganistán desde su embajada en Islamabad (Pakistán). |
| Canadá               | 17 de julio de 1968               | Ambos países establecieron relaciones diplomáticas el 17 de julio de 1968.Los atentados del 11 de septiembre de 2001 en Estados Unidos llevaron a Canadá a revaluar su política hacia Afganistán. El Ministro de Defensa Nacional, Arthur Eggleton, aconsejó a la Gobernadora General, Adrienne Clarkson, que autorizara a más de cien miembros de las Fuerzas Armadas canadienses que participaban en programas de intercambio militar en Estados Unidos y otros países a participar en las operaciones estadounidenses en Afganistán. Aunque no participó en los primeros días de la invasión, el primer ministro Jean Chrétien anunció el 7 de octubre que Canadá aportaría fuerzas a la fuerza internacional que se estaba formando para llevar a cabo una campaña contra el terrorismo. El General Raymond Henault, Jefe del Estado Mayor de la Defensa, emitió órdenes preliminares a varias unidades de las Fuerzas Canadienses, mientras se establecía la Operación Apolo. En principio, estaba previsto que el compromiso canadiense durase hasta octubre de 2003. - Afganistán tiene una embajada en Ottawa y consulados generales en Toronto y Vancouver. - Canadá tenía una embajada en Kabul. Se cerró en 2021 tras la caída de Kabul. |
| Chile                | 11 de septiembre de 1962          | Ambos países establecieron relaciones diplomáticas el 11 de septiembre de 1962. - Afganistán está acreditado ante Chile desde su embajada en Washington D. C. (Estados Unidos). - Chile no tiene acreditación ante Afganistán. |
| Colombia             | 3 de agosto de 1990               | Ambos países establecieron relaciones diplomáticas el 3 de agosto de 1990. - Afganistán está acreditado ante Colombia desde su embajada en Washington D. C. (Estados Unidos). - Colombia está acreditada ante Afganistán desde su embajada en Nueva Delhi (India). |
| Cuba                 | 23 de septiembre de 1975          | Ambos países establecieron relaciones diplomáticas el 23 de septiembre de 1975. |
| Dominica             | 22 de abril de 2021               | Ambos países establecieron relaciones diplomáticas el 22 de abril de 2021. |
| República Dominicana | 3 de diciembre de 2011            | Ambos países establecieron relaciones diplomáticas el 3 de diciembre de 2011. |
| Ecuador              | 23 de agosto de 1990              | Ambos países establecieron relaciones diplomáticas el 23 de agosto de 1990. |
| Granada              | 11 de marzo de 1983               | Ambos países establecieron relaciones diplomáticas el 11 de marzo de 1983. |
| México               | 27 de junio de 1961               | Ambos países establecieron relaciones diplomáticas el 27 de junio de 1961. - Afganistán está acreditado ante México desde su embajada en Washington D. C. (Estados Unidos). - México está acreditado ante Afganistán desde su embajada en Teherán (Irán). |
| Panamá               | 3 de mayo de 2002                 | Ambos países establecieron relaciones diplomáticas el 3 de mayo de 2002. |
| Perú                 | 27 de septiembre de 2012          | Ambos países establecieron relaciones diplomáticas el 27 de septiembre de 2012. |
| Estados Unidos       | 4 de mayo de 1935                 | Ambos países establecieron relaciones diplomáticas el 4 de mayo de 1935. Las relaciones diplomáticas oficiales entre Afganistán y Estados Unidos comenzaron en la década de 1920, aunque el contacto entre ambas naciones se estableció a finales de la década de 1830 con la visita de Josiah Harlan. William Harrison Hornibrook, que residía en Teherán, fue un Enviado no residente de Estados Unidos (ministro plenipotenciario) en Afganistán de 1935 a 1936. Estados Unidos estableció su primera legación oficial en Kabul en 1942, que fue elevada a embajada en 1948. Louis Goethe Dreyfus, que anteriormente había sido ministro plenipotenciario, fue embajador de Estados Unidos en Afganistán de 1949 a 1951. El primer embajador oficial de Afganistán en Estados Unidos fue Habibullah Khan Tarzi, que ocupó el cargo de 1948 a 1953. Desde la década de 1950, Estados Unidos extendió un programa de ayuda económica centrado en el desarrollo de la infraestructura física de Afganistán, que incluía carreteras, presas y centrales eléctricas. Más tarde, la ayuda estadounidense pasó de los proyectos de infraestructura a los programas de asistencia técnica para ayudar a desarrollar las habilidades necesarias para construir una economía moderna. En diciembre de 1959, Dwight D. Eisenhower se convirtió en el primer presidente estadounidense en viajar a Afganistán, tras visitar Kabul. El Cuerpo de Paz estuvo activo en Afganistán entre 1962 y 1979. A principios de la década de 1960, el rey de Afganistán, Zahir Shah, visitó Estados Unidos y se reunió con John F. Kennedy.Tras el golpe de abril de 1978, las relaciones se deterioraron. En febrero de 1979, el embajador de Estados Unidos Adolph "Spike" Dubs fue asesinado en Kabul después de que las fuerzas de seguridad irrumpieron en el lugar donde se encontraban sus secuestradores. Estados Unidos redujo entonces la ayuda bilateral y puso fin a un pequeño programa de entrenamiento militar. Todos los acuerdos de asistencia restantes finalizaron tras la invasión soviética de Afganistán. Tras la invasión soviética, Estados Unidos apoyó los esfuerzos diplomáticos para lograr la retirada soviética. Además, las generosas contribuciones estadounidenses al programa de refugiados en Pakistán desempeñaron un papel importante en los esfuerzos para ayudar a los afganos necesitados. Los esfuerzos estadounidenses también incluyeron la ayuda a los afganos que vivían dentro de Afganistán. Este programa de asistencia humanitaria transfronteriza tenía como objetivo aumentar la autosuficiencia afgana y ayudar a los afganos a resistir los intentos soviéticos de expulsar a los civiles de las zonas rurales dominadas por los rebeldes. Durante el periodo de ocupación soviética de Afganistán, Estados Unidos proporcionó unos 3 000 millones de dólares en ayuda militar y económica a los muyahidín afganos. Tras los atentados del 11 de septiembre, Estados Unidos lanzó un ataque contra el gobierno talibán en el marco de la Operación Libertad Duradera. Tras el derrocamiento de los talibanes, Estados Unidos apoyó al nuevo gobierno de Karzai y desplegó cien mil soldados estadounidenses en el país. Su objetivo era ayudar al nuevo gobierno del Presidente Hamid Karzai a establecer su autoridad en todo Afganistán y perseguir a los insurgentes que lanzaban ataques. Estados Unidos fue la nación líder en la reconstrucción de Afganistán. Proporcionó varios miles de millones de dólares estadounidenses en armas y ayuda, así como en desarrollo de infraestructuras. En 2005, Estados Unidos y Afganistán firmaron un acuerdo de asociación estratégica por el que ambas naciones se comprometían a mantener una relación a largo plazo. El 1 de marzo de 2006, el presidente estadounidense George W. Bush y la primera dama, Laura Bush, realizaron una visita sorpresa a Afganistán. Hamid Karzai fue aclamado como ejemplo de gran líder por la mayoría de los políticos, universidades y medios de comunicación estadounidenses cada vez que visitaba Estados Unidos. Aunque el ejército estadounidense iba a permanecer en Afganistán hasta finales de 2014, los funcionarios estadounidenses ofrecieron quedarse más tiempo si el pueblo afgano lo deseaba. Un informe del Departamento de Estado estadounidense criticó la gestión de la evacuación de Afganistán en 2021 y destacó las graves consecuencias que la retirada de tropas por parte de los presidentes Biden y Trump tuvo para la seguridad del anterior gobierno respaldado por Estados Unidos. El informe planteaba su preocupación por la falta de coordinación y por no haber ampliado los esfuerzos de gestión de crisis durante el avance talibán sobre Kabul, sin mencionar directamente al secretario de Estado Antony Blinken. La República Islámica de Afganistán se derrumbó y los talibanes reconstruyeron el emirato islámico después de que Estados Unidos y los talibanes firmaran el acuerdo de Doha y se retiraran totalmente de Afganistán en 2021. - Afganistán tiene una embajada en Washington D. C. y consulados generales en Los Ángeles y Nueva York. Cerrada temporalmente a partir de 2022. - Estados Unidos tiene una embajada en Kabul y personal en Doha. |
| Uruguay              | 4 de octubre de 1990              | Ambos países establecieron relaciones diplomáticas el 4 de octubre de 1990. |
| Venezuela            | 10 de diciembre de 1990           | Ambos países establecieron relaciones diplomáticas el 10 de diciembre de 1990. |

### Europa
| País                 | Inicio de las relaciones formales | Notas |
| -------------------- | --------------------------------- | --- |
| Albania              | 16 de agosto de 2006              | Ambos países establecieron relaciones diplomáticas el 16 de agosto de 2006. |
| Andorra              | 29 de marzo de 2006               | Ambos países establecieron relaciones diplomáticas el 29 de marzo de 2006. |
| Austria              |                                   | - Afganistán tiene una embajada en Viena. - Austria está acreditada ante Afganistán desde su embajada en Islamabad (Pakistán). |
| Bielorrusia          | 15 de junio de 1999               | Ambos países establecieron relaciones diplomáticas el 15 de junio de 1999. |
| Bélgica              | 26 de febrero de 1923             | Ambos países establecieron relaciones diplomáticas el 26 de febrero de 1923. |
| Bosnia y Herzegovina | 20 de septiembre de 2005          | Ambos países establecieron relaciones diplomáticas el 20 de septiembre de 2005. |
| Bulgaria             | 12 de junio de 1961               | Ambos países establecieron relaciones diplomáticas el 12 de junio de 1961. - Afganistán tiene una embajada en Sofía. - Bulgaria tiene una embajada en Kabul. |
| Croacia              | 3 de enero de 1996                | Ambos países establecieron relaciones diplomáticas el 3 de enero de 1996. |
| República Checa      | 13 de octubre de 1937             | Ambos países establecieron relaciones diplomáticas el 13 de octubre de 1937. - Afganistán tiene una embajada en Praga. - La República Checa tiene una embajada en Kabul. |
| Dinamarca            | 26 de enero de 1966               | Ambos países establecieron relaciones diplomáticas el 26 de enero de 1966. En 2010, Dinamarca tenía 760 soldados en Afganistán, que operaban sin cesar y se concentraban en la provincia de Helmand. Las relaciones entre ambos países son amistosas. Unos 9 578 inmigrantes afganos residen en Dinamarca. Las relaciones diplomáticas se establecieron en 1947. El 24 de mayo de 1967, se firmó en Kabul un acuerdo de servicios aéreos. El 2 de marzo de 1979, se firmó un acuerdo sobre un préstamo danés a Afganistán. Desde 2001, las Fuerzas Armadas danesas participan en la guerra de Afganistán como parte de la Fuerza Internacional de Asistencia para la Seguridad. La Defensa danesa, junto con las Fuerzas Armadas británicas, ha participado en enfrentamientos con los talibanes en la provincia de Helmand. Dinamarca tenía dos de sus F-16 en la base aérea de Manas (Kirguistán) para apoyar a sus fuerzas en Afganistán. El Comité Danés de Ayuda a los Refugiados afganos es una organización que trabaja en Afganistán. La organización se creó para apoyar a los afganos que habían huido a Pakistán e Irán. La ayuda danesa a Afganistán asciende a 80 millones de dólares anuales. Desde la caída de los talibanes en 2001, Dinamarca ha apoyado a Afganistán en materia de educación y democratización. En 2005, el Folketing aprobó destinar 670 millones de coronas danesas a la reconstrucción de Afganistán. El 28 de enero de 2006, el presidente afgano, Hamid Karzai, visitó a Anders Fogh Rasmussen en Marienborg, la residencia de verano del primer ministro danés.. En septiembre de 2009, el primer ministro danés, Anders Fogh Rasmussen, visitó el Campamento Shorabak. El 23 de junio de 2010, el primer ministro danés, Lars Løkke Rasmussen, visitó Afganistán, donde se reunió con Hamid Karzai. El 10 de enero de 2011, el ministro de políticas exteriores afgano, Zalmai Rassoul, visitó Dinamarca para tratar las relaciones bilaterales. - Afganistán está acreditado ante Dinamarca desde su embajada en Oslo (Noruega). - Dinamarca tiene una embajada en Kabul. |
| Estonia              | 1 de julio de 2005                | Ambos países establecieron relaciones diplomáticas el 1 de julio de 2005. |
| Finlandia            | 11 de mayo de 1956                | Ambos países establecieron relaciones diplomáticas el 11 de mayo de 1956. - Afganistán reconoció la independencia de Finlandia el 17 de julio de 1928. - Afganistán está acreditado ante Finlandia a través de su embajada en Oslo (Noruega). - Finlandia tiene una embajada en Kabul. |
| Francia              | 28 de abril de 1922               | Ambos países establecieron relaciones diplomáticas el 28 de abril de 1922 - Afganistán tiene una embajada en París. - Francia tiene una embajada en Kabul. |
| Alemania             | 16 de octubre de 1922             | Ambos países establecieron relaciones diplomáticas el 16 de octubre de 1922, cuando Ghulam Siddiq Khan fue acreditado como el primer Enviado de Afganistán en Alemania. Tras la Segunda Guerra Mundial, se establecieron relaciones diplomáticas con la República Federal de Alemania el 22 de diciembre de 1954.La relación germano-afgana es larga y ha sido en su mayor parte cordial. En 1935, bajo el mandato del primer ministro Muhammad Hashim, Afganistán estableció una estrecha relación con Alemania, lo que supuso un claro cambio de relaciones en comparación con su posición habitual entre las esferas de influencia rusa y británica. En el marco de esta relación, Afganistán recibió ayuda exterior y asistencia técnica alemanas y también estrechó lazos con los aliados de Alemania, Italia, España y Japón. Muchos académicos afganos estudiaron en Alemania y muchos más buscaron refugio en Alemania durante los años de guerra civil. A lo largo de los años se ha producido un importante intercambio cultural. Varias de las mejores escuelas secundarias de Kabul fueron fundadas y apoyadas por el gobierno alemán. El número de afganos en Alemania ronda los 90 000, pero muchos otros han sido deportados de allí en la última década. Alemania ha sido uno de los donantes más importantes de ayuda exterior y socio en la reconstrucción de Afganistán. El acuerdo de Bonn aborda la gobernanza de Afganistán tras el régimen talibán. - Afganistán tiene una embajada en Berlín y consulados generales en Bonn y Múnich. - Alemania tiene una embajada en Kabul. |
| Grecia               | 27 de septiembre de 1962          | - Ambos países establecieron relaciones diplomáticas el 27 de septiembre de 1962. - Afganistán tiene una embajada en Atenas. - Grecia está acreditada ante Afganistán desde su embajada en Islamabad (Pakistán). |
| Hungría              | 18 de mayo de 1956                | Ambos países establecieron relaciones diplomáticas el 18 de mayo de 1956. - Afganistán tiene una embajada en Budapest. - Hungría tiene una embajada en Kabul. |
| Irlanda              | 17 de marzo de 2004               | Ambos países establecieron relaciones diplomáticas el 17 de marzo de 2004. - Afganistán está acreditado ante Islandia desde su embajada en Oslo (Noruega). - Islandia está acreditada ante Afganistán desde su embajada en Oslo (Noruega). |
| Islandia             | 19 de septiembre de 2002          | Ambos países establecieron relaciones diplomáticas el 19 de septiembre de 2002. |
| Italia               | 3 de junio de 1921                | Ambos países establecieron relaciones diplomáticas el 3 de junio de 1921. Las relaciones italo-afganas han sido generalmente positivas, e Italia ha servido de lugar de exilio para dos antiguos reyes afganos, Amanulá Khan (depuesto en 1929) y Mohammed Zahir Shah (depuesto en 1973). Italia fue una de las primeras naciones en reconocer la soberanía de Afganistán, junto con Alemania, Turquía, Francia e Irán, tras el reconocimiento de la Unión Soviética en 1919. Italia comenzó a implicarse cada vez más (aunque a una escala relativamente pequeña) en 1935, cuando Afganistán estableció relaciones más estrechas con Alemania, aliado clave de Italia. Afganistán mantuvo estos lazos durante gran parte de la Segunda Guerra Mundial, aunque recibió fuertes presiones de Moscú y Londres para que expulsara a los cuerpos diplomáticos alemán e italiano. - Afganistán tiene una embajada en Roma. - Italia tiene una embajada en Kabul. |
| Kosovo               | 17 de junio de 2013               | Afganistán fue el primer país que reconoció oficialmente la independencia de la República de Kosovo el 18 de febrero de 2008. Afganistán y Kosovo establecieron relaciones diplomáticas el 17 de junio de 2013. |
| Letonia              | 18 de diciembre de 2005           | Ambos países establecieron relaciones diplomáticas el 18 de diciembre de 2005. |
| Liechtenstein        | 26 de octubre de 2018             | Ambos países establecieron relaciones diplomáticas el 26 de octubre de 2018. |
| Lituania             | 31 de marzo de 2005               | Ambos países establecieron relaciones diplomáticas el 31 de marzo de 2005. |
| Luxemburgo           | 13 de enero de 2005               | Ambos países establecieron relaciones diplomáticas el 13 de enero de 2005. |
| Malta                | 8 de febrero de 2008              | Ambos países establecieron relaciones diplomáticas el 8 de febrero de 2008. |
| Moldavia             | 1 de diciembre de 1994            | Ambos países establecieron relaciones diplomáticas el 1 de diciembre de 1994. |
| Mónaco               | 13 de octubre de 2010             | Ambos países establecieron relaciones diplomáticas el 13 de octubre de 2010. |
| Montenegro           | 21 de septiembre de 2010          | Ambos países establecieron relaciones diplomáticas el 21 de septiembre de 2010. |
| Países Bajos         | 2 de agosto de 1956               | Ambos países establecieron relaciones diplomáticas el 2 de agosto de 1956, cuando el primer embajador de Afgnanistán, el Dr. Sardir Najib-Ullah Khan, presentó sus credenciales a la Reina de los Países Bajos. |
| Macedonia del Norte  | 17 de julio de 1996               | Ambos países establecieron relaciones diplomáticas el 17 de julio de 1996. |
| Noruega              | 31 de diciembre de 1962           | Ambos países establecieron relaciones diplomáticas el 31 de diciembre de 1962. - Afganistán tiene una embajada en Oslo. - Noruega tiene una embajada en Kabul. |
| Polonia              | 3 de noviembre de 1927            | Ambos países establecieron relaciones diplomáticas el 3 de noviembre de 1927 - Afganistán tiene una embajada en Varsovia. - Polonia está acreditada ante Afganistán desde su embajada en Nueva Delhi (India). |
| Portugal             | 14 de abril de 1976               | Ambos países establecieron relaciones diplomáticas el 14 de abril de 1976. |
| Rumanía              | 5 de junio de 1958                | Ambos países establecieron relaciones diplomáticas el 5 de junio de 1958. - Afganistán está acreditado ante Rumanía desde su embajada en Varsovia (Polonia). - Rumanía está acreditada ante Afganistán desde su embajada en Islamabad (Pakistán). |
| Rusia                | 27 de mayo de 1919                | Ambos países establecieron relaciones diplomáticas el 27 de mayo de 1919.Afganistán y Rusia han mantenido una relación muy variada desde mediados del siglo XIX hasta la actualidad. Durante décadas, Rusia y Gran Bretaña lucharon por la influencia en Afganistán, estratégicamente situado entre sus dos imperios, en lo que se conoció como El Gran Juego. Tras la revolución bolchevique de 1917, la nueva Unión Soviética estableció relaciones más cordiales con Afganistán y en 1919 se convirtió en el primer país en reconocer la soberanía afgana. Las relaciones entre ambas naciones se complicaron tras el golpe comunista de 1978, conocido como la Revolución de Saur. La nueva República Democrática Comunista de Afganistán dependía en gran medida de la Unión Soviética y el apoyo soviético al régimen comunista, ampliamente repudiado y la consiguiente invasión soviética de Afganistán, provocaron un gran odio hacia los soviéticos en gran parte de la población afgana. Los soviéticos ocuparon Afganistán en medio de una dura insurgencia de diez años antes de retirarse en 1989. Incluso después de la retirada de las fuerzas soviéticas, la Unión Soviética proporcionó un apoyo masivo al asediado gobierno del DRA, que alcanzó un valor de 3 000 millones de dólares anuales en 1990. Sin embargo, esta relación se disolvió en 1991 junto con la disolución de la propia Unión Soviética. El 13 de septiembre de 1991, el gobierno soviético, ahora dominado por Boris Yeltsin, acordó con Estados Unidos la interrupción de la ayuda militar a ambas partes en la guerra civil afgana a partir del 1 de enero de 1992. El gobierno soviético posterior al golpe intentó entonces entablar relaciones políticas con la resistencia afgana. A mediados de noviembre invitó a Moscú a una delegación del Gobierno Provisional afgano de la resistencia, donde los soviéticos acordaron que un gobierno de transición debía preparar a Afganistán para la celebración de elecciones nacionales. Los soviéticos no insistieron en que Najibullah o sus colegas participaran en el proceso de transición. Al quedar a la deriva tanto material como políticamente, el gobierno de Najibullah, desgarrado por las facciones, empezó a desmoronarse y la ciudad de Kabul cayó en manos de los muyahidín en abril de 1992. En 2009, el presidente ruso Dmitri Medvédev anunció que quería implicarse más en Afganistán, apoyando el desarrollo de las infraestructuras y el ejército. Esto ocurrió cuando las relaciones entre el presidente afgano Karzai y el presidente estadounidense Obama estaban en su punto más bajo. - Afganistán tiene una embajada en Moscú. - Rusia tiene una embajada en Kabul y un consulado general en Mazar-i-Sharif. |
| Serbia               | 30 de diciembre de 1954           | Ambos países establecieron relaciones diplomáticas el 30 de diciembre de 1954. - Afganistán no tiene acreditación ante Serbia. - Serbia está acreditada ante Afganistán desde su embajada en Nueva Delhi (India). |
| Eslovenia            | 20 de septiembre de 2004          | Ambos países establecieron relaciones diplomáticas el 20 de septiembre de 2004. |
| España               | 9 de mayo de 1950                 | Ambos países establecieron relaciones diplomáticas el 9 de mayo de 1950. - Afganistán tiene una embajada en Madrid. - España tiene una embajada en Kabul. |
| Suecia               | 22 de noviembre de 1940           | Ambos países establecieron relaciones diplomáticas el 22 de noviembre de 1940. - Afganistán tiene una embajada en Estocolmo. - Suecia tiene una embajada en Kabul. |
| Ucrania              | 17 de abril de 1995               | Ambos países establecieron relaciones diplomáticas el 17 de abril de 1995. |
| Reino Unido          | 22 de noviembre de 1921           | Afganistán estableció relaciones diplomáticas con el Reino Unido el 22 de noviembre de 1921. En la actualidad, el Reino Unido reconoce al gobierno de la República Islámica de Afganistán, por encima del gobierno de facto del Emirato Islámico de Afganistán, como administrador legal del país. - Afganistán mantiene una embajada en Londres. - El Reino Unido estaba acreditado ante Afganistán a través de su embajada en Kabul. Tras la caída de Kabul, la embajada se ha trasladado a la embajada británica en Doha, Catar. El Reino Unido gobernó Afganistán entre 1879 y 1919, hasta que el país alcanzó la plena independencia. Ambos países comparten la pertenencia a la Corte Penal Internacional y a la Organización Mundial del Comercio. Bilateralmente, ambos países mantienen una Asociación para el Desarrollo. El interés británico radicaba en proteger la India, especialmente frente a Rusia, en lo que se denominó El Gran Juego a finales del siglo XIX. Una serie de guerras anglo-afganas entre 1839 y 1919 han configurado históricamente el telón de fondo de las relaciones entre Afganistán y el Reino Unido. Tras casi un siglo de influencia anglo-india en Afganistán, el Estado fue declarado independiente en 1919. El Reino Unido no contribuyó ni se opuso activamente a la Revolución Saur liderada por los comunistas, se opuso a la invasión soviética de Afganistán en 1979 y no participó en la serie de guerras civiles que siguieron a la retirada soviética en 1989. - Afganistán tiene una embajada en Londres. - El Reino Unido tiene una embajada en Kabul. |

### Oceanía
| País          | Inicio de las relaciones formales | Notas |
| ------------- | --------------------------------- | --- |
| Australia     | 16 de diciembre de 1968           | Ambos países establecieron relaciones diplomáticas el 16 de diciembre de 1968. - Afganistán tiene una embajada en Canberra. - En mayo de 2021, Australia cerró su embajada en Kabul.                                                                            |
| Fiyi          | 4 de junio de 2010                | Ambos países establecieron relaciones diplomáticas el 4 de junio de 2010. |
| Nueva Zelanda | 18 de septiembre de 2003          | Ambos países establecieron relaciones diplomáticas el 18 de septiembre de 2003. - Afganistán está acreditado ante Nueva Zelanda desde su embajada en Canberra (Australia). - Nueva Zelanda está acreditada ante Afganistán desde su embajada en Teherán (Irán). |

## Naciones Unidas
Durante la ocupación soviética en la década de 1980, las Naciones Unidas criticaron duramente la injerencia de la Unión Soviética en los asuntos internos de Afganistán y fueron fundamentales para lograr una retirada soviética negociada según los términos de los Acuerdos de Ginebra.
Tras los acuerdos y la posterior retirada soviética, las Naciones Unidas han colaborado en la repatriación de refugiados y han proporcionado ayuda humanitaria, como asistencia sanitaria, programas educativos y alimentos y han apoyado las operaciones de limpieza de minas. El Programa de las Naciones Unidas para el Desarrollo y las agencias asociadas han emprendido un número limitado de proyectos de desarrollo. Sin embargo, la ONU redujo su papel en Afganistán en 1992 debido a la feroz lucha entre facciones en Kabul y sus alrededores. El Secretario General de la ONU designó a un representante personal para dirigir la Oficina de Coordinación de la Asistencia Humanitaria a Afganistán y la Misión Especial en Afganistán, ambas con sede en Islamabad (Pakistán). Durante los últimos años de la década de 1990, 2000 y 2001, la ONU se esforzó sin éxito por promover un acuerdo pacífico entre las facciones afganas, así como por proporcionar ayuda humanitaria, a pesar de las crecientes restricciones impuestas por los talibanes al personal y las agencias de la ONU.